# William Shatner
Willliam Shatner (Montreal, Quebec, 22. ožujka 1931.), kanadski glumac i književnik koji se proslavio ulogom Jamesa T. Kirka, kapetana USS Enterprisea u znanstveno-fantastičnoj TV seriji Zvjezdane staze (1966. – 1969.), kao i istom ulogom u narednih sedam filmova.
Istaknuo se i ulogom policijskog narednika u TV seriji T. J. Hooker, a od 2004. do 2008. glumio je Dennyja Cranea u seriji Bostonsko pravo za što je dobio dva Emmyja i Zlatni globus.
Napisao je više knjiga o svojim iskustvima tumačenja uloge Jamesa Kirka i o fenomenu Zvjezdanih staza. Djeluje i kao producent i glazbenik.

## Životopis
Karijeru je započeo još kao dječak sudjelujući u radio programu. Glumom se bavio i za vrijeme studija, a nakon diplomiranja 1952. pridružio se National Repertory Theater of Ottawa.
Godine 1958. glumio je uz Yul Brynnera u filmu Braća Karamazov, a nakon više manjih filmskih uloga, dobio je ulogu karizmatičnog kapetan Jamesa T. Kirka u seriji Zvjezdane staze. Serija je trajala tri sezone i donijela mu veliku popularnost.
Godine 1979. snimljen je cjelovečernji film Zvjezdane staze: Igrani film u kojem je Shatner reprizirao ulogu hrabrog kapetana Kirka.
Uslijedila je uloga policijskog narednika T. J. Hookera u istoimenoj seriji, ali i dalje se pojavljivao u filmskim nastavcima Zvjezdanih staza.
Godine 2004. počeo je glumiti u spin-off seriji Bostonsko pravo.

## Filmografija

### Filmovi
| Godina | Film                                   | Uloga               | Bilješke               |
| ------ | -------------------------------------- | ------------------- | ---------------------- |
| 1951.  | The Butler's Night Off                 | lopov               |                        |
| 1957.  | Oedipus the King                       | Horus               |                        |
| 1958.  | Braća Karamazov                        | Alexi Karamazov     |                        |
| 1959.  | City Out of Time                       | narator             |                        |
| 1961.  | Judgment at Nuremberg                  |                     |                        |
| 1961.  | The Explosive Generation               |                     |                        |
| 1962.  | The Intruder                           | Adam Cramer         |                        |
| 1964.  | The Outrage                            | Propovjednik        |                        |
| 1965.  | Incubus                                | Mark                |                        |
| 1968.  | White Comanche                         | Johnny Moon/Notah   |                        |
| 1973.  | The Horror at 37.000 Feet              |                     |                        |
| 1974.  | Impulse                                | Matt Stone          |                        |
| 1974.  | Big Bad Mama                           | William J. Baxter   |                        |
| 1975.  | The Devil's Rain                       | Mark Preston        |                        |
| 1975.  | Land of No Return                      |                     |                        |
| 1976.  | Universe                               | narator             | dokumentarni film      |
| 1976.  | Mysteries of the Gods                  | narator             | dokumentarni film      |
| 1977.  | Kingdom of the Spiders                 |                     |                        |
| 1977.  | A Whale of a Tale                      | dr. Jack Fredericks |                        |
| 1978.  | The Third Walker                       | Munro Maclean       |                        |
| 1979.  | Zvjezdane staze: Igrani film           | James T. Kirk       |                        |
| 1980.  | The Kidnapping of the President        |                     |                        |
| 1982.  | Airplane II: The Sequel                |                     |                        |
| 1982.  | Zvjezdane staze 2: Khanov bijes        | James T. Kirk       |                        |
| 1982.  | Visiting Hours                         |                     |                        |
| 1984.  | Zvjezdane staze 3: Potraga za Spockom  | James T. Kirk       |                        |
| 1986.  | Zvjezdane staze 4: Putovanje kući      | James T. Kirk       |                        |
| 1987.  | Seasons                                | narator             |                        |
| 1989.  | Zvjezdane staze 5: Posljednja granica  | James T. Kirk       | i scenarist i redatelj |
| 1991.  | Zvjezdane staze 6: Neotkrivena zemlja  | James T. Kirk       |                        |
| 1993.  | Loaded Weapon 1                        |                     |                        |
| 1994.  | Zvjezdane staze 7: Generacije          | James T. Kirk       |                        |
| 1995.  | Trinity and Beyond                     | narator             |                        |
| 1997.  | Land of the Free                       |                     |                        |
| 1997.  | Trekkies                               | on sam              | dokumentarni film      |
| 1998.  | Free Enterprise                        |                     |                        |
| 1998.  | Jefftowne                              |                     | dokumentarni film      |
| 2000.  | Cura na zadatku                        | Stan Fields         |                        |
| 2000.  | Falcon Down                            |                     |                        |
| 2000.  | Buzz Lightyear of Star Command         |                     |                        |
| 2001.  | Festival in Cannes                     | on sam              | cameo                  |
| 2001.  | Osmosis Jones                          | glas                |                        |
| 2002.  | Američki Psycho 2                      | prof. Starkman      |                        |
| 2002.  | Showtime                               |                     |                        |
| 2002.  | Shoot or Be Shot                       | Harvey Wilkes       |                        |
| 2002.  | Groom Lake                             |                     | i redatelj i scenarist |
| 2004.  | Dodgeball: A True Underdog Story       |                     |                        |
| 2005.  | Cura na zadatku 2                      | Stan Fields         |                        |
| 2005.  | Lil' Pimp                              | Tony Gold           | glas                   |
| 2006.  | Over the Hedge                         | Ozzie               | glas                   |
| 2006.  | The Wild                               | Kazar               | glas                   |
| 2006.  | Stalking Santa                         | glas                |                        |
| 2007.  | The Last Mimzy                         |                     |                        |
| 2009.  | Fanboys                                |                     |                        |
| 2009.  | William Shatner's Gonzo Ballet         |                     |                        |
| 2009.  | Quantum Quest: A Cassini Space Odyssey | Core                | glas                   |

### Televizija
- Space Command (1953. & 1954.)
- Howdy Doody (1954.)
- Billy Budd (1955.)
- Studio One (1957.)
- Alfred Hitchcock Presents (1957.)
- Tactic (1959. – 1960.)
- Julius Caesar (1960.)
- The Night of the Auk (1960.)
- Zona sumraka (1960. & 1963.)
- Thriller (1961.)
- Route 66 (1963.)
- The Outer Limits (1964.)
- The Man from U.N.C.L.E. (1964.)
- The Fugitive,(episode):Stranger in the Mirror (1965.)
- For the People (1965.)
- Twelve O'Clock High (1965.)
- The Big Valley (1966.)
- Gunsmoke (1966.)
- Dr. Kildare (1966.)
- Alexander the Great (serija) (1968.) (snimljena 1964.)
- Zvjezdane staze (1966. – 1969.)
- Shadow Game (1969.)
- Sole Survivor (1970.)
- The Andersonville Trial (1970.)
- Vanished (1971.)
- Owen Marshall, Counsellor at Law (1971.)
- Nemoguća misija (1971. – 72.)
- Kung Fu (1972.)
- The People (1972.)
- Baskervilleski pas (1972.)
- Zvjezdane staze: Animirana serija (1973. – 1974.)
- Incident on a Dark Street (1973.)
- Go Ask Alice (1973.)
- Horror at 37.000 Feet  (1973.)
- Pioneer Woman (1973.)
- Inner Space (1974.)
- Indict and Convict (1974.)
- Pray for the Wildcats (1974.)
- Barbary Coast (TV serija) (1975. – 1976.)
- The Tenth Level (1975.)
- Perilous Voyage (1976.)
- Columbo (1976, 1994.)
- Testimony of Two Men (1977.)
- The Oregon Trail (TV serija) (1977.)
- How the West Was Won (TV serija) (1978.)
- The Bastard (1978.)
- Little Women (1978.)
- Crash (1978.)
- Riel (1979.)
- Disaster on the Coastliner (1979.)
- The Babysitter (1980.)
- T.J. Hooker (1982. – 1986.)
- Vegetarian World (1982.)
- Mork & Mindy (1982.)
- Police Squad! (1982.) [1 epizoda]
- Secrets of a Married Man (1984.)
- The Ray Bradbury Theater (TV serija) (1985.)
- North Beach and Rawhide (1985.)
- The Trial of Standing Bear (1988.)
- Broken Angel (1988.)
- Spas 911 (1989. – 1996.)
- Voice of the Planet (1991.)
- Princ iz Bel Aira (TV serija) (1992.)
- Family of Strangers (1993.)
- SeaQuest DSV (1993.)
- TekWar (1994. – 1996.)
- Janek: The Silent Betrayal (1994.)
- WWF Monday Night Raw (1995.)
- Prisoner of Zenda, Inc. (1996.)
- Princ iz Bel Aira (TV serija) (cameo) (1996.)
- Dead Man's Island (1996.)
- Muppets Tonight (1996.)
- Space Cadets (UK, 1997., 2 epizode)
- A Twist in the Tale (TV serija) (1998.)
- Treći kamenčić od Sunca (1999. – 2000., 5 epizoda)
- Iron Chef USA (2001.)
- The Kid (2001.) (glas)
- Full Moon Fright Night (2002.)
- A Carol Christmas (2003.)
- The Practice (2004.)
- Bostonsko pravo (2004. – 2008.)
- Invasion Iowa (2005.)
- Merry F %$in' Christmas (2005.)
- Atomic Betty: The No-L 9 (2005.)
- How William Shatner Changed the World (2005.)
- Comedy Central Roast of William Shatner (2006.)
- Show Me the Money (2006.)
- Everest '82 (2007.)
- WWE Hall of Fame 2007 (2007.)
- Fast Cars and Superstars: The Gillette Young Guns Celebrity Race (2007.)
- Mars Rising (dokumentarni film) (2007.) (glas)
- Million Dollar Password (2008. – 2009.)
- Heartbeat of America (2009.)
- Late Night with Conan O'Brien (2009.)
- The Tonight Show with Conan O'Brien (2009.)
- WWE Monday Night Raw (2010.)